# باسل حيدر
 باسل حيدر  ممثل سوري من مواليد 30 يناير 1976.

## أعماله
- (2022) مسلسل كسر عضم
- (2021) مسلسل حارة القبة الجزء الاول والثاني
- (2001) مسلسل سر الكنز
- (2002) مسلسل زمان الوصل
- (2003) مسلسل حمام القيشاني الجزء الخامس
- (2003) مسلسلأبو المفهومية
- (2004) مسلسل أبو الطيب المتنبي
- (2005) مسلسل الظاهر بيبرس
- (2006) مسلسل القضية 6008
- (2006) مسلسل الواهمون
- (2006) مسلسل أنتقام الوردة
- (2007) فيلم قصير المحطة القادمة
- (2007) مسلسل الهاربة
- (2007) مسلسل جرن الشاويش
- (2007) مسلسلالليلة الثانية بعد الألف
- (2008) مسلسل من غير له
- (2008) مسلسل خبر عاجل
- (2008) مسلسل هيك تجوزنا
- (2009) مسلسل على موج البحر
- (2010) مسلسل رايات الحق
- (2010) مسلسل العقاب
- (2010) مسلسل هي دنيتنا
- (2010) مسلسل القعقاع بن عمرو التميمي
- (2010) مسلسل لعنة الطين
- (2010) مسلسل صايعين ضايعين
- (2011) مسلسل سوق الورق
- (2012) مسلسل أوراق بنفسجية
- (2012  مسلسل إمام الفقهاء
- (2012) مسلسل رسائل الكرز
- (2013) مسلسل الولادة من الخاصرة 3 (منبر الموتى
- (2013) مسلسل حدث في دمشق
- (2013) مسلسل سوبر فاميلي
- (2013) مسلسل مرايا 2013
- (2013) مسلسل حائرات
- (2014) مسلسل باب المراد
- (2017) مسلسل سنة أولى زواج
- (2018) مسلسل طريق

- (2022) مسلسل باب الحارة 12
- (2023) مسلسل باب الحارة 13 مسلسل زقاق الجن 2023

## ممثلون شاركوه أعماله
- مصطفى الخاني
- أدهم مرشد
- عبد الحكيم قطيفان
- علي كريم
- تيسير إدريس
- سعد مينة
- غادة بشور
- مكسيم خليل
- محمد حداقي
- خالد القيش

## روابط خارجية
- باسل حيدر على موقع قاعدة بيانات الأفلام العربية